# Triple Crown Championship
Triple Crown Championship – osiągnięcie w profesjonalnym wrestlingu. Jest to wyróżnienie dla profesjonalnego wrestlera, który zdobył trzy tytuły mistrzowskie federacji z trzech szczebli wartości – pierwszorzędnego (światowy lub główny tytuł federacji), drugorzędny oraz mistrzostwo dywizji tag team.
Do międzynarodowych federacji uznających Triple Crown Championship zalicza się WWE, Impact Wrestling oraz Ring of Honor (ROH), jak i również nieistniejące już World Championship Wrestling (WCW) i Extreme Championship Wrestling (ECW). Pomniejsze niezależne federacje takie jak Ohio Valley Wrestling (OVW) również mają swoją wersję Triple Crown.

## Międzynarodowe federacje

### WWE

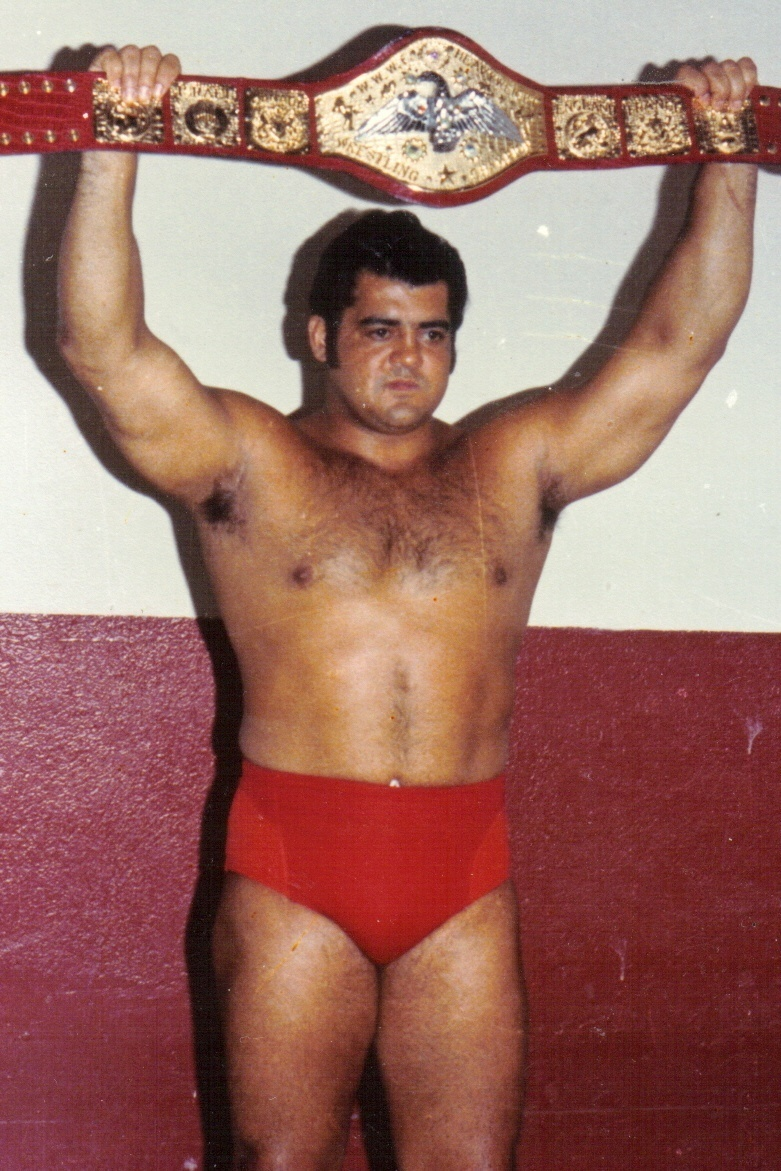
Pedro Morales – pierwszy zwycięzca WWE Triple Crown.

W WWE (znanym wcześniej jako World Wrestling Federation i World Wrestling Entertainment), termin Triple Crown Champion był używany jako opis wrestlera, który zdobył WWE Championship, Intercontinental Championship oraz (obecnie nieistniejący) World Tag Team Championship. Przez niemalże osiemnaście lat, od 1979 do 1997, było jedynie trzech mistrzów w federacji, którzy zdobyli wszystkie trzy tytuły i byli nazywani "Triple Crown Championami". Do lat 90., osiągnięcie było bardzo trudne do zdobycia, gdyż do tego czasu jedynie Pedro Morales był Triple Crown Championem przez ponad dekadę.
Po wprowadzeniu podziału WWE na brandy w 2002, obecnie nieistniejący World Heavyweight Championship oraz WWE Tag Team Championship stało się alternatywą dla tytułów wymaganych do zdobycia Triple Crown. Od czasu unifikacji dwóch światowych tytułów i dwóch mistrzostw tag team, obecnymi jedynymi tytułami dzięki którym można stać się Triple Crown Championem są WWE World Heavyweight, Intercontinental oraz WWE Tag Team Championship. WWE United States Championship nie zalicza się do Triple Crown, pomimo że jest częścią Grand Slam Championship. Na WrestleManii 36, Braun Strowman zdobył Universal Championship po tym, jak wcześniej posiadał tytuły Intercontinental i Raw Tag Team Championship, ale WWE nie uznało go za Triple Crown Championa. Od tego czasu Kevin Owens i Finn Bálor również ukończyli Grand Slam WWE zdobywając mistrzostwo Universal, ale żaden z nich nie jest również uznawany za Triple Crown Championa.
CM Punk posiada najkrótszy rekord zostania Triple Crown Championem pomiędzy zdobyciem pierwszego i trzeciego tytułu. Zajęło mu to 203 dni pomiędzy czerwcem 2008 i styczniem 2009. Pobił on jednocześnie poprzedni rekord należący do Diesla, który wyniósł 227 dni w 1994, lecz do Diesla należy rekord w szybkości uzyskania tego osiągnięcia od debiutu w federacji, który wyniósł półtora roku.

#### Lista WWE Triple Crown Championów
Poniższa lista przedstawia WWE Triple Crown Championów z datami zdobycia danych tytułów mistrzowskich pierwszy raz w karierze.
| Tekst                                  | Tekst |
| -------------------------------------- | --- |
| Data z tekstem pogrubionym             | Data, w której wrestler stał się Triple Crown Championem.                                                                                              |
| Mistrz z tekstem pogrubionym           | Oznacza, że wrestler jest również Grand Slam Championem.                                                                                               |
| Nazwa mistrzostwa z tekstem pochylonym | Tytuł był alternatywą w oryginalnym formacie Triple Crown.                                                                                             |
| Data z tekstem pochylonym              | Data, w której wrestler zdobył tytuł, lecz wcześniej wygrał inne mistrzostwo z danego szczebla poziomu pierwszorzędnego, tag team lub trzeciorzędnego. |
| —                                      | Oznacza, że przyszłe posiadanie tego mistrzostwa nie będzie możliwe z powodu dezaktywacji tytułu, emerytury lub śmierci wrestlera.                     |
| Kolory                                 | |
|                                        | Zdobył tytuł jako członek brandu Raw. |
|                                        | Zdobył tytuł jako członek brandu ECW. |
|                                        | Zdobył tytuł jako członek brandu SmackDown. |
|                                        | Zdobył wszystkie możliwe tytuły zaliczające się do Triple Crown.                                                                                       |
|                                        | Zdobył tytuł przed wprowadzeniem podziału WWE na brandy lub po jego zakończeniu.                                                                       |

| Mistrz                   | Pierwszorzędne mistrzostwa | Pierwszorzędne mistrzostwa   | Mistrzostwa Tag Team                      | Mistrzostwa Tag Team                                     | Drugorzędne mistrzostwo |
| Mistrz                   | WWE                        | World Heavyweight oryginalny | World Tag Team oryginalny                 | WWE/Raw/World Tag Team                                   | Intercontinental        |
| ------------------------ | -------------------------- | ---------------------------- | ----------------------------------------- | -------------------------------------------------------- | ----------------------- |
| Pedro Morales            | 8 lutego 1971              | — (Emerytura)                | 9 sierpnia 1980 (z Bobem Backlundem)      | — (Emerytura)                                            | 8 grudnia 1980          |
| Bret Hart                | 12 października 1992       | — (Emerytura)                | 26 stycznia 1987 (z Jimem Neidhartem)     | — (Emerytura)                                            | 26 sierpnia 1991        |
| Diesel                   | 26 listopada 1994          | — (Emerytura)                | 28 sierpnia 1994 (z Shawnem Michaelsem)   | — (Emerytura)                                            | 13 kwietnia 1994        |
| Shawn Michaels           | 31 marca 1996              | 17 listopada 2002            | 28 sierpnia 1994 (z Dieslem)              | 13 grudnia 2009 (z Triple H’em)                          | 27 października 1992    |
| Stone Cold Steve Austin  | 29 marca 1998              | — (Emerytura)                | 26 maja 1997 (z Shawnem Michaelsem)       | — (Emerytura)                                            | 3 sierpnia 1997         |
| The Rock                 | 15 listopada 1998          | — (Dezaktywacja tytułu)      | 30 sierpnia 1999 (z Mankindem)            |                                                          | 13 lutego 1997          |
| Triple H                 | 23 sierpnia 1999           | 2 września 2002              | 29 kwietnia 2001 (ze Stone Coldem)        | 13 grudnia 2009 (z Shawnem Michaelsem)                   | 21 października 1996    |
| Kane                     | 28 czerwca 1998            | 18 lipca 2010                | 13 lipca 1998 (z Mankindem)               | 19 kwietnia 2011 (z The Big Showem)                      | 20 maja 2001            |
| Chris Jericho            | 9 grudnia 2001             | 7 września 2008              | 21 maja 2001 (z Chrisem Benoit)           | 28 czerwca 2009 (z Edgem)                                | 12 grudnia 1999         |
| Kurt Angle               | 28 października 2000       | 10 stycznia 2006             | — (Dezaktywacja tytułu)                   | 20 października 2002 (z Chrisem Benoit)                  | 27 lutego 2000          |
| Eddie Guerrero           | 15 lutego 2004             | — (Śmierć)                   | — (Śmierć)                                | 17 listopada 2002 (z Chavo Guerrero)                     | 5 września 2000         |
| Chris Benoit             | — (Śmierć)                 | 14 marca 2004                | 21 maja 2001 (z Chrisem Jericho)          | 20 października 2002 (z Kurtem Angle)                    | 2 kwietnia 2000         |
| Ric Flair                | 19 stycznia 1992           | — (Emerytura)                | 14 grudnia 2003 (z Batistą)               | — (Emerytura)                                            | 18 września 2005        |
| Edge                     | 8 stycznia 2006            | 8 maja 2007                  | 2 kwietnia 2000 (z Christianem)           | 5 listopada 2002 (z Reyem Mysterio)                      | 24 lipca 1999           |
| Rob Van Dam              | 11 czerwca 2006            | — (Dezaktywacja tytułu)      | 31 marca 2003 (z Kane’em)                 | 7 grudnia 2004 (z Reyem Mysterio)                        | 17 marca 2002           |
| Booker T                 | — (Emerytura)              | 23 lipca 2006                | 1 listopada 2001 (z Testem)               | – (Emerytura)                                            | 7 lipca 2003            |
| Randy Orton              | 7 października 2007        | 15 sierpnia 2004             | 13 listopada 2006 (z Edgem)               | 21 sierpnia 2021 (z Riddlem)                             | 14 grudnia 2003         |
| Jeff Hardy               | 14 grudnia 2008            | 7 czerwca 2009               | 29 czerwca 1999 (z Mattem Hardym)         | 2 kwietnia 2017 (z Mattem Hardym)                        | 10 kwietnia 2001        |
| CM Punk                  | 17 lipca 2011              | 30 czerwca 2008              | 27 października 2008 (z Kofim Kingstonem) | — (Emerytura)                                            | 19 stycznia 2009        |
| John "Bradshaw" Layfield | 27 czerwca 2004            | — (Emerytura)                | 25 maja 1999 (z Faarooqem)                | — (Emerytura)                                            | 9 marca 2009            |
| Rey Mysterio             | 25 lipca 2011              | 2 kwietnia 2006              | — (Dezaktywacja tytułu)                   | 5 listopada 2002 (z Edgem)                               | 5 kwietnia 2009         |
| Dolph Ziggler            |                            | 15 lutego 2011               | 3 kwietnia 2006 (ze Spirit Squad)         |                                                          | 28 lipca 2010           |
| Christian                | — (Emerytura)              | 1 maja 2011                  | 2 kwietnia 2000 (z Edgem)                 | — (Emerytura)                                            | 23 września 2001        |
| Big Show                 | 14 listopada 1999          | 18 grudnia 2011              | 22 sierpnia 1999 (z The Undertakerem)     | 26 lipca 2009 (z Chrisem Jericho)                        | 1 kwietnia 2012         |
| The Miz                  | 22 listopada 2010          | — (Dezaktywacja tytułu)      | 13 grudnia 2008 (z Johnem Morrisonem)     | 16 listopada 2007 (z Johnem Morrisonem)                  | 23 lipca 2012           |
| Daniel Bryan             | 18 sierpnia 2013           | 18 grudnia 2011              | — (Emerytura)                             | 16 września 2012 (z Kane’em)                             | 29 marca 2015           |
| Dean Ambrose             | 19 czerwca 2016            | — (Dezaktywacja tytułu)      | — (Dezaktywacja tytułu)                   | 20 sierpnia 2017 (z Sethem Rollinsem)                    | 13 grudnia 2015         |
| Roman Reigns             | 22 listopada 2015          | — (Dezaktywacja tytułu)      | — (Dezaktywacja tytułu)                   | 19 maja 2013 (z Sethem Rollinsem)                        | 20 listopada 2017       |
| Seth Rollins             | 29 marca 2015              | — (Dezaktywacja tytułu)      | — (Dezaktywacja tytułu)                   | 19 maja 2013 (z Romanem Reignsem)                        | 8 kwietnia 2018         |
| Kofi Kingston            | 7 kwietnia 2019            | — (Dezaktywacja tytułu)      | 27 października 2008 (z CM Punkiem)       | 22 sierpnia 2011 (z Evanem Bournem)                      | 29 czerwca 2008         |
| Drew McIntyre            | 26 marca 2020              | — (Dezaktywacja tytułu)      | — (Dezaktywacja tytułu)                   | 19 września 2010 (z Cody Rhodesem)                       | 13 grudnia 2009         |
| AJ Styles                | 11 września 2016           | — (Dezaktywacja tytułu)      | — (Dezaktywacja tytułu)                   | 10 kwietnia 2021 (z Omosem)                              | 8 czerwca 2020          |
| Big E                    | 13 września 2021           | — (Dezaktywacja tytułu)      | — (Dezaktywacja tytułu)                   | 26 kwietnia 2015 (z Kofim Kingstonem i Xavierem Woodsem) | 18 listopada 2013       |
| Cody Rhodes              | 7 kwietnia 2024            | — (Dezaktywacja tytułu)      | 10 grudnia 2007 (z Hardcore Hollym)       | 19 września 2010 (z Drew McIntyre’em)                    | 9 sierpnia 2011         |

#### Lista WWE Tag Team Triple Crown Championów
Poniższa lista przedstawia WWE Tag Team Triple Crown Championów z datami zdobycia danych tytułów mistrzowskich pierwszy raz w karierze.
| Tekst                      | Tekst                                                     |
| -------------------------- | --------------------------------------------------------- |
| Data z tekstem pogrubionym | Data, w której tag team stał się Triple Crown Championem. |
| Kolory                     |                                                           |
|                            | Zdobyli tytuł jako członkowie brandu Raw.                 |
|                            | Zdobyli tytuł jako członkowie brandu SmackDown.           |
|                            | Zdobyli tytuł jako członkowie brandu NXT.                 |

| Mistrzowie                                        | Mistrzostwa Tag Team       | Mistrzostwa Tag Team    | Mistrzostwa Tag Team |
| Mistrzowie                                        | Raw/World Tag Team         | SmackDown/WWE Tag Team  | NXT                  |
| ------------------------------------------------- | -------------------------- | ----------------------- | -------------------- |
| The Revival (Scott Dawson i Dash Wilder)          | 11 lutego 2019             | 15 września 2019        | 22 października 2015 |
| The Street Profits (Angelo Dawkins i Montez Ford) | 2 marca 2020               | 12 października 2020    | 1 czerwca 2019       |
| The New Day (Kofi Kingston i Xavier Woods)        | 26 kwietnia 2015 (z Big E) | 23 lipca 2017 (z Big E) | 10 grudnia 2022      |

#### Lista WWE Triple Crown Championek
Poniższa lista przedstawia WWE Triple Crown Championek z datami zdobycia danych tytułów mistrzowskich pierwszy raz w karierze.
| Tekst                        | Tekst                                                       |
| ---------------------------- | ----------------------------------------------------------- |
| Data z tekstem pogrubionym   | Data, w której wrestlerka stał się Triple Crown Championką. |
| Mistrz z tekstem pogrubionym | Oznacza, że wrestlerka jest również Grand Slam Championką.  |
| Kolory                       |                                                             |
|                              | Zdobyła tytuł jako członek brandu Raw.                      |
|                              | Zdobyła tytuł jako członek brandu SmackDown.                |
|                              | Zdobyła tytuł przed wprowadzeniem podziału WWE na brandy.   |

| Mistrzyni       | Pierwszorzędne mistrzostwa | Pierwszorzędne mistrzostwa | Mistrzostwo Tag Team               |
| Mistrzyni       | Raw/WWE Women’s            | SmackDown/Women’s World    | WWE Women’s Tag Team               |
| --------------- | -------------------------- | -------------------------- | ---------------------------------- |
| Bayley          | 13 lutego 2017             | 19 maja 2019               | 17 lutego 2019 (z Sashą Banks)     |
| Alexa Bliss     | 30 kwietnia 2017           | 4 grudnia 2016             | 5 sierpnia 2019 (z Nikki Cross)    |
| Asuka           | 15 kwietnia 2020           | 16 grudnia 2018            | 6 października 2019 (z Kairi Sane) |
| Sasha Banks     | 25 lipca 2016              | 25 października 2020       | 17 lutego 2019 (z Bayley)          |
| Charlotte Flair | 3 kwietnia 2016            | 14 listopada 2017          | 20 grudnia 2020 (z Asuką)          |
| Becky Lynch     | 8 kwietnia 2019            | 11 września 2016           | 27 lutego 2023 (z Litą)            |
| Rhea Ripley     | 11 kwietnia 2021           | 1 kwietnia 2023            | 20 września 2021 (z Nikki A.S.H.)  |
| Ronda Rousey    | 19 sierpnia 2018           | 8 maja 2022                | 29 maja 2023 (z Shayną Baszler)    |
| Bianca Belair   | 2 kwietnia 2022            | 10 kwietnia 2021           | 4 maja 2024 (z Jade Cargill)       |
| Iyo Sky         | 5 sierpnia 2023            | 3 marca 2025               | 12 września 2022 (z Dakotą Kai)    |

#### Lista WWE NXT Triple Crown Championów
Poniższa lista przedstawia WWE NXT Triple Crown Championów z datami zdobycia danych tytułów mistrzowskich pierwszy raz w karierze.
| Tekst                      | Tekst                                                     |
| -------------------------- | --------------------------------------------------------- |
| Data z tekstem pogrubionym | Data, w której tag team stał się Triple Crown Championem. |

| Mistrz         | Pierwszorzędne mistrzostwo | Mistrzostwo Tag Team                                                         | Drugorzędne mistrzostwo |
| Mistrz         | NXT                        | Tag Team                                                                     | North American          |
| -------------- | -------------------------- | ---------------------------------------------------------------------------- | ----------------------- |
| Johnny Gargano | 5 kwietnia 2019            | 19 listopada 2016 (z Tommaso Ciampą)                                         | 26 stycznia 2019        |
| Adam Cole      | 1 czerwca 2019             | 7 kwietnia 2018 (z Bobbym Fishem, Kyle’em O’Reillym i Roderickiem Strongiem) | 7 kwietnia 2018         |

#### Lista WWE NXT UK Triple Crown Championów
Poniższa lista przedstawia WWE NXT UK Triple Crown Championów z datami zdobycia danych tytułów mistrzowskich pierwszy raz w karierze.
| Tekst                      | Tekst                                                     |
| -------------------------- | --------------------------------------------------------- |
| Data z tekstem pogrubionym | Data, w której tag team stał się Triple Crown Championem. |

| Mistrz     | Pierwszorzędne mistrzostwo | Mistrzostwo Tag Team               | Drugorzędne mistrzostwo |
| Mistrz     | NXT UK                     | NXT UK Tag Team                    | Heritage Cup            |
| ---------- | -------------------------- | ---------------------------------- | ----------------------- |
| Tyler Bate | 15 stycznia 2017           | 9 grudnia 2021 (z Trentem Sevenem) | 20 maja 2021            |

### All Elite Wrestling

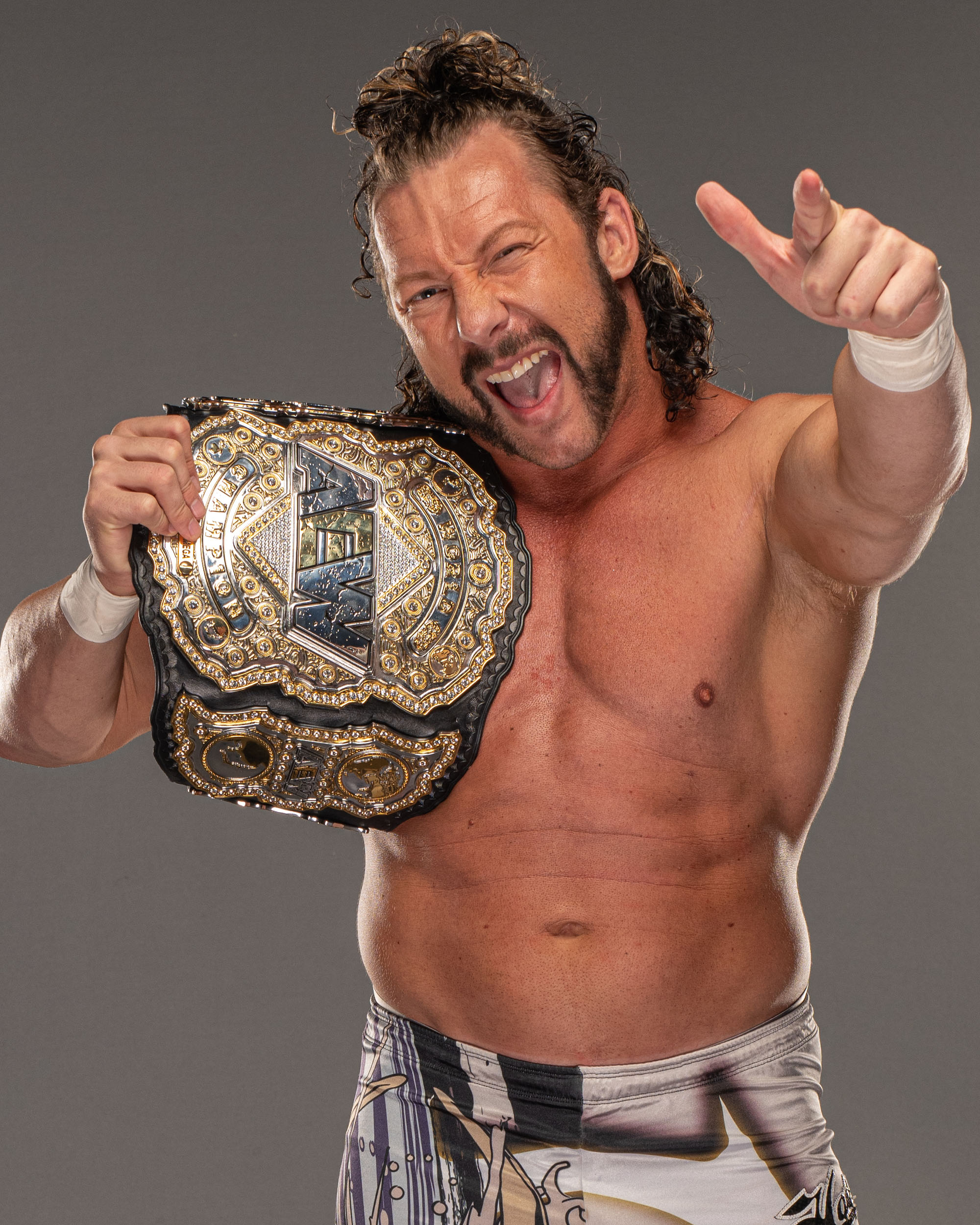
Kenny Omega, pierwszy AEW Triple Crown Champion

Triple Crown Championship All Elite Wrestling (AEW) został ustanowiony 4 września 2022 roku i zdefiniowana przez dyrektora generalnego firmy Tony’ego Khana jako obejmująca AEW World Championship, AEW World Tag Team Championship i AEW World Trios Championship. Kenny Omega został pierwszym zdobywcą Triple Crown Championship po tym, jak był częścią inauguracyjnych Trios Championów na All Out.

#### Lista AEW Triple Crown Championów
| Mistrz      | Pierwszorzędne mistrzostwo | Mistrzostwo Tag Team              | Mistrzostwo six-man                 |
| Mistrz      | World                      | World Tag Team                    | World Trios                         |
| ----------- | -------------------------- | --------------------------------- | ----------------------------------- |
| Kenny Omega | 2 grudnia 2020             | 21 stycznia 2020 (z Adamem Pagem) | 4 września 2022 (z The Young Bucks) |

### World Championship Wrestling

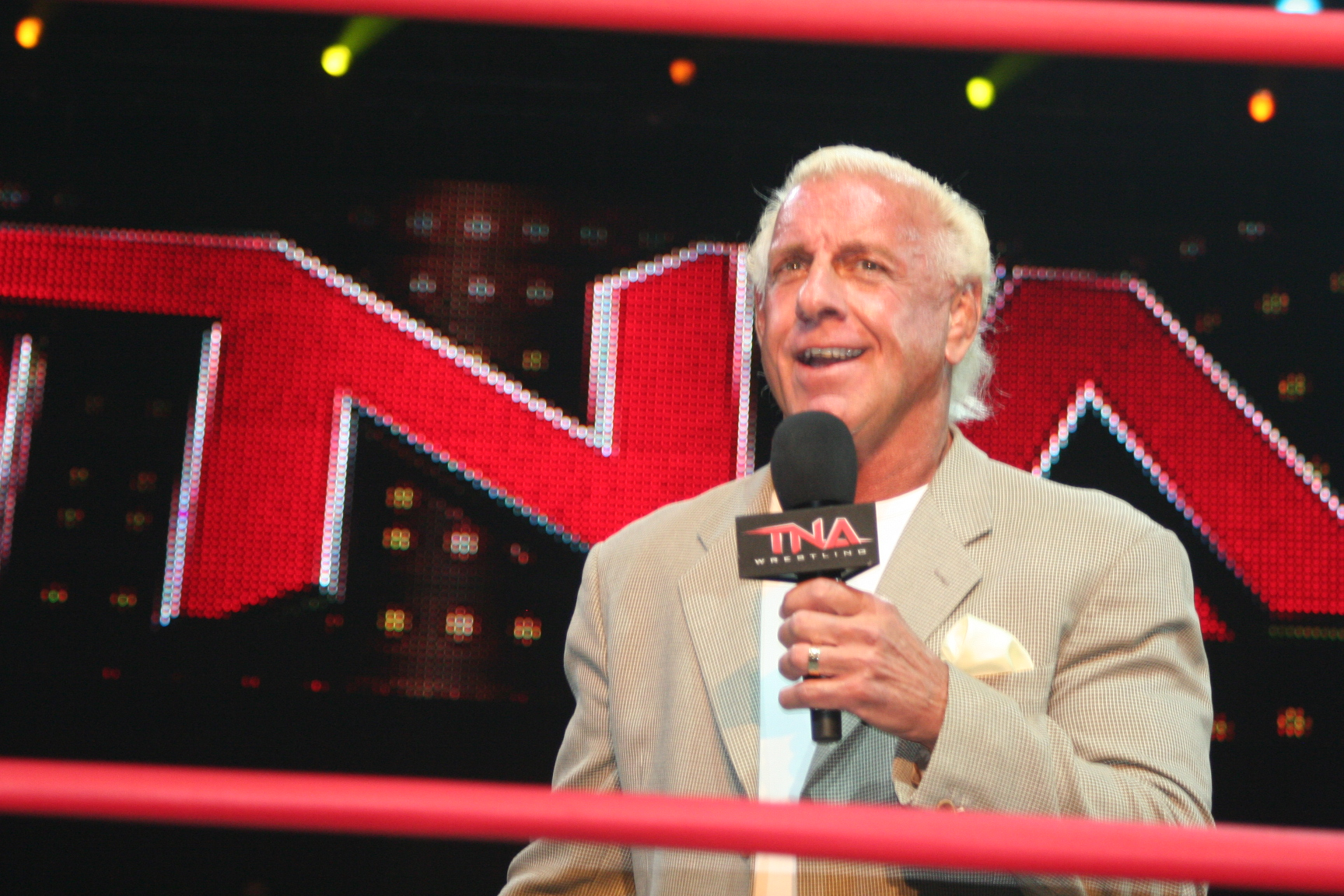
Ric Flair – pierwszy WCW Triple Crown Champion (również WWE Triple Crown Champion).

World Championship Wrestling (WCW) Triple Crown Championem był wrestlerem, który zdobył w swojej karierze WCW World Heavyweight Championship, WCW United States Heavyweight Championship (obecny WWE United States Championship) oraz WCW World Tag Team Championship. Kiedy Bret Hart i Goldberg zdobyli WCW World Tag Team Championship, stali się Triple Crown Championami w tym samym momencie. WWE nie zadecydowało, czy Big Show zdobywając WWE United States Championship zdobył osiągnięcie również pod banderą WCW.

#### Lista WCW Triple Crown Championów
| Mistrz              | Pierwszorzędne mistrzostwo | Mistrzostwo Tag Team                          | Drugorzędne mistrzostwo       |
| Mistrz              | WCW World Heavyweight      | WCW World Tag Team                            | WCW United States Heavyweight |
| ------------------- | -------------------------- | --------------------------------------------- | ----------------------------- |
| Ric Flair           | 11 stycznia 1991           | 26 grudnia 1976 (z Gregiem Valentinem)        | 29 lipca 1977                 |
| Lex Luger           | 14 lipca 1991              | 27 marca 1988 (z Barrym Windhamem)            | 11 lipca 1987                 |
| Sting               | 29 lutego 1992             | 22 stycznia 1996 (z Lexem Lugerem)            | 25 sierpnia 1991              |
| Diamond Dallas Page | 11 kwietnia 1999           | 31 maja 1999 (z Bam Bam Bigelowem i Kanyonem) | December 28, 1997             |
| Goldberg            | 6 lipca 1998               | 7 grudnia 1999 (z Bretem Hartem)              | 20 kwietnia 1998              |
| Bret Hart           | 21 listopada 1999          | 7 grudnia 1999 (z Goldbergiem)                | 20 lipca 1998                 |
| Chris Benoit        | 16 stycznia 2000           | 14 marca 1999 (z Deanem Malenko)              | 9 sierpnia 1999               |
| Scott Steiner       | 26 listopada 2000          | 1 listopada 1989 (z Rickiem Steinerem)        | 11 kwietnia 1999              |
| Booker T            | 9 lipca 2000               | 3 maja 1995 (ze Steviem Rayem)                | 18 marca 2001                 |

### Extreme Championship Wrestling
Extreme Championship Wrestling (ECW) Triple Crown Champion był wrestlerem, który zdobył w swojej karierze ECW World Heavyweight Championship, ECW World Television Championship oraz ECW World Tag Team Championship. Jest niewiadome, czy Rob Van Dam jest ECW Triple Crown Championem, gdyż jego panowanie jako ECW World Heavyweight Champion odbyło się w WWE.

#### Lista ECW Triple Crown Championów
| Mistrz          | Pierwszorzędne mistrzostwo | Mistrzostwo Tag Team                                     | Drugorzędne mistrzostwo |
| Mistrz          | ECW World Heavyweight      | ECW World Tag Team                                       | ECW World Television    |
| --------------- | -------------------------- | -------------------------------------------------------- | ----------------------- |
| Johnny Hotbody  | 26 kwietnia 1992           | 3 kwietnia 1993 (z Chrisem Candido i Chrisem Michaelsem) | 12 sierpnia 1992        |
| Sabu            | 2 października 1993        | 4 lutego 1995 (z Tazem)                                  | 13 listopada 1993       |
| Mikey Whipwreck | 28 października 1995       | 27 sierpnia 1994 (z Cactusem Jackiem)                    | 13 maja 1994            |
| Taz             | 10 stycznia 1999           | 4 grudnia 1993 (z Kevinem Sullivanem)                    | 6 marca 1994            |

### Total Nonstop Action Wrestling

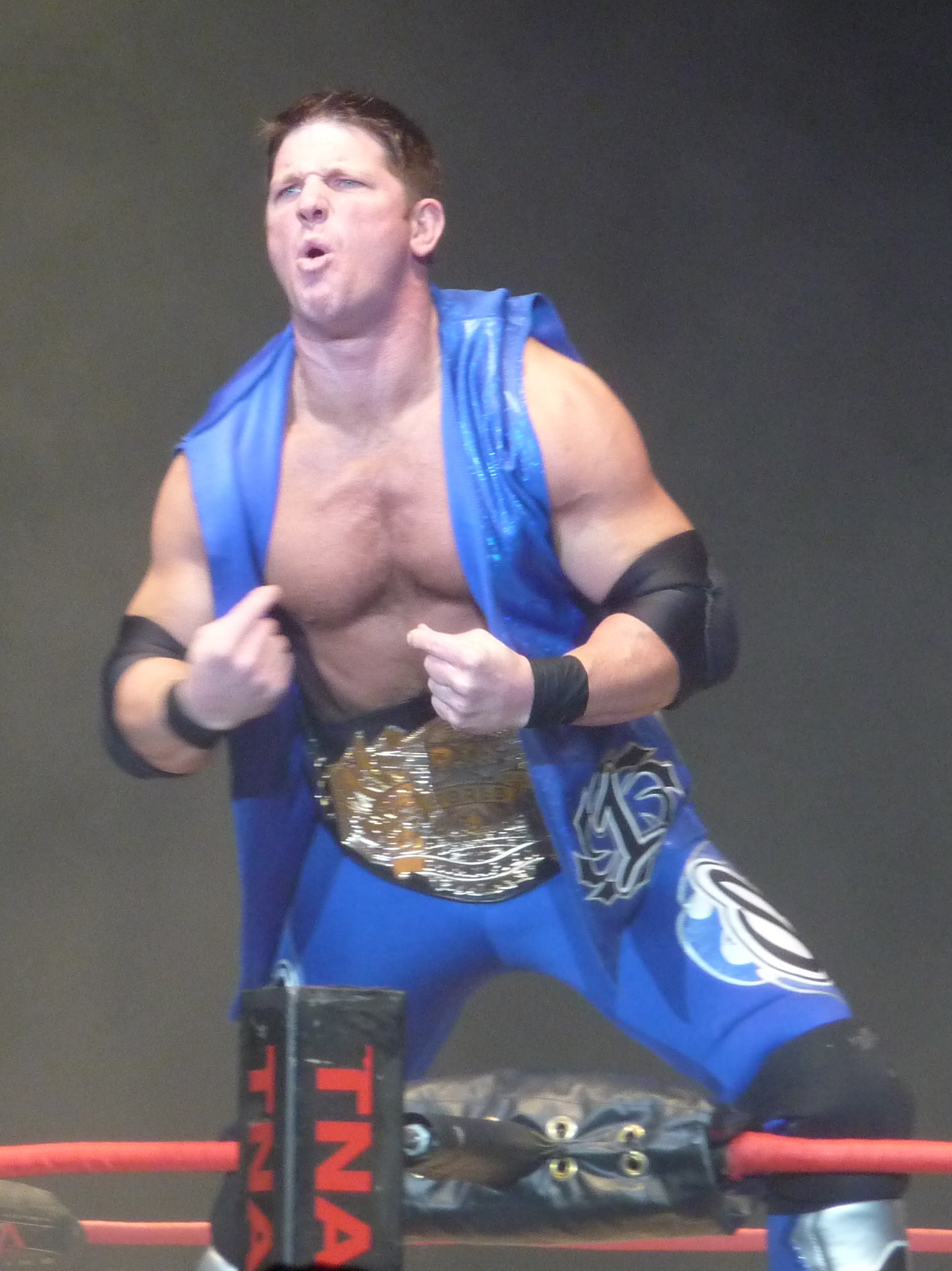
AJ Styles – pierwszy TNA Triple Crown Champion.

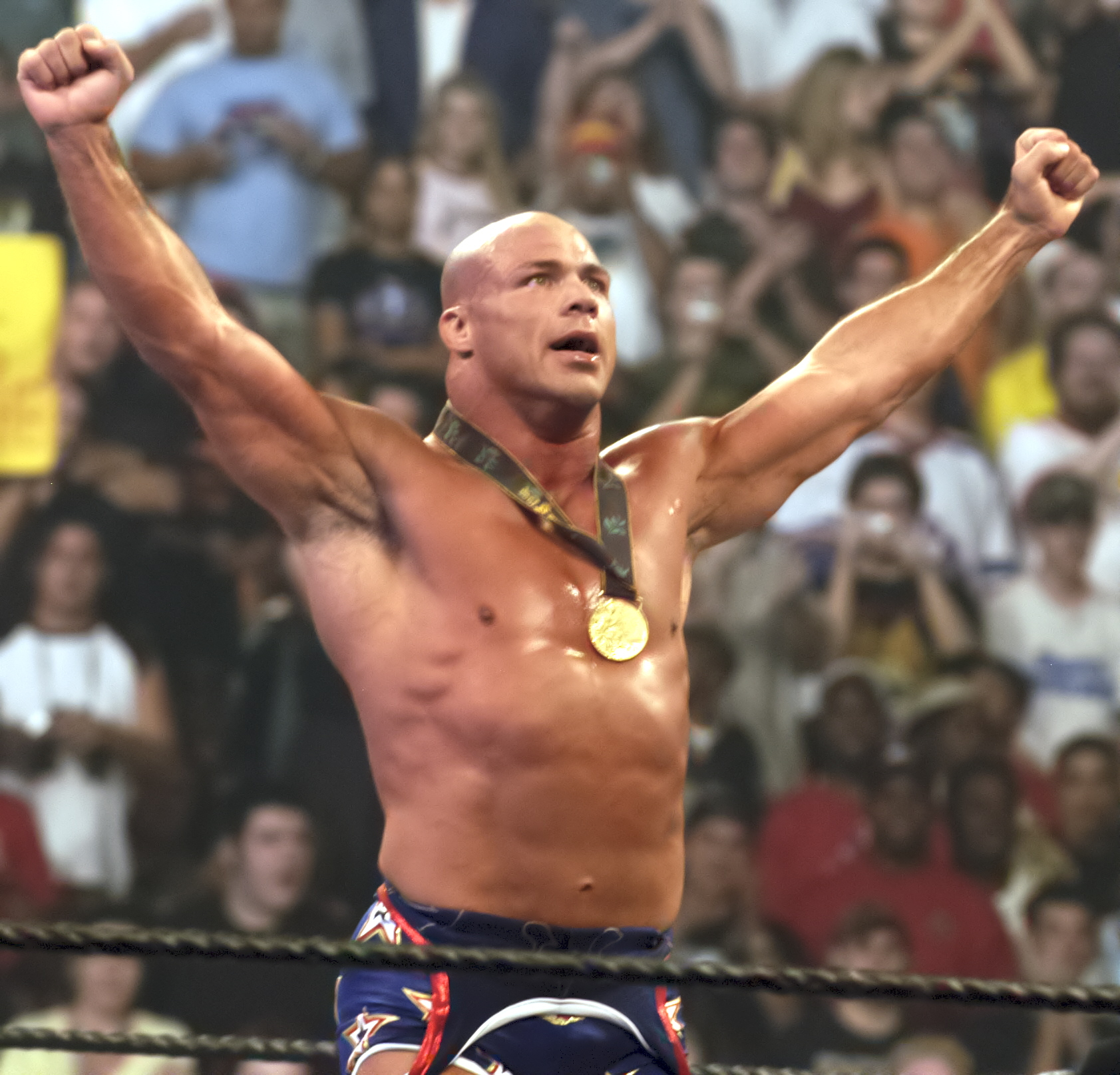
Kurt Angle – jedyny wrestler, który stał się WWE i Impact Triple Crown Championem.

W Total Nonstop Action Wrestling (znanym wcześniej jako Impact Wrestling), Triple Crown Championem jest wrestlerem, który w karierze zdobył trzy tytuły mistrzowskie po jednym z każdego szczebla. Pierwszorzędnymi mistrzostwami są NWA World Heavyweight Championship (używany w TNA od 2002 do 2007) oraz TNA World Championship, drugorzędnym TNA X Division Championship, zaś drużynowym NWA World Tag Team Championship oraz TNA World Tag Team Championship. Nie jest wiadome, czy Triple Crown Championem może zostać osoba, która zdobyła którykolwiek z tytułów NWA przed 2002 lub po 2007.
W maju 2007 TNA straciło prawa do NWA World Heavyweight Championship i NWA World Tag Team Championship, więc wprowadziło TNA World Heavyweight Championship i TNA World Tag Team Championship. 8 lipca 2007 TNA stwierdziło, że jeżeli ówczesny TNA X Division Champion Samoa Joe zdobędzie TNA World Tag Tam Championship, „będzie bliski stania się drugim Triple Crown Championem”. Oficjalnie tym samym potwierdzono, że TNA World Heavyweight Championship i TNA World Tag Team Championship są częścią Triple Crown.

#### Lista TNA Triple Crown Championów
Poniższa lista przedstawia TNA Triple Crown Championów. Pod banderą TNA, Triple Crown Championem można zostać wielokrotnie. Jeżeli wrestler stanie się Triple Crown Championem, może po raz drugi i kolejny zdobyć tytuły wymagane do otrzymania ponownie osiągnięcia. Na ten moment AJ Styles i Eddie Edwards stali się TNA Triple Crown Championem więcej niż jeden raz (odpowiednio pięć i dwa razy), a Styles jest jedynym wrestlerem, który zdobył wszystkie tytuły wymagane do osiągnięcia.
| Tekst                                  | Tekst                                                                                       |
| -------------------------------------- | ------------------------------------------------------------------------------------------- |
| Nazwa mistrzostwa z tekstem pochylonym | Tytuł był alternatywą w oryginalnym formacie Grand Slam.                                    |
| Daty                                   | Data, przy której wrestler zdobył mistrzostwo po raz pierwszy w karierze.                   |
| Daty z tekstem pogrubionym             | Data, w której wrestler stał się Grand Slam championem.                                     |
| Mistrz z tekstem pogrubionym           | Oznacza wrestlera, który również jest Grand Slam Championem.                                |
| —                                      | Oznacza, że wrestler nie zdobędzie tego tytułu, gdyż mistrzostwo nie jest pod kontrolą TNA. |

| Mistrz                 | Pierwszorzędne mistrzostwa | Pierwszorzędne mistrzostwa | Mistrzostwa Tag Team                   | Mistrzostwa Tag Team                            | Drugorzędne mistrzostwo |
| Mistrz                 | NWA World Heavyweight      | Impact World               | NWA World Tag Team                     | Impact World Tag Team                           | Impact X Division       |
| ---------------------- | -------------------------- | -------------------------- | -------------------------------------- | ----------------------------------------------- | ----------------------- |
| AJ Styles (5 razy)     | 11 czerwca 2003            | 20 września 2009           | 3 lipca 2002 (z Jerrym Lynnem)         | 14 października 2007 (z Tomko)                  | June 19, 2002           |
| Kurt Angle             | —                          | 13 maja 2007               | —                                      | 12 sierpnia 2007 (Bez partnera)                 | 12 sierpnia 2007        |
| Samoa Joe              | —                          | 18 kwietnia 2008           | —                                      | 15 lipca 2007 (Bez partnera)                    | 11 grudnia 2005         |
| Abyss                  | 19 listopada 2006          |                            | 4 lutego 2004 (z AJ Stylesem)          | 19 września 2014 (z Jamesem Stormem)            | 16 maja 2011            |
| Austin Aries           | —                          | 8 lipca 2012               | —                                      | 25 stycznia 2013 (z Bobbym Roodem)              | 11 września 2011        |
| Chris Sabin            | —                          | 18 lipca 2013              | —                                      | 11 lipca 2010 (z Alexem Shelleyem)              | 14 maja 2003            |
| Eric Young             | —                          | 10 kwietnia 2014           | 12 października 2004 (z Bobbym Roodem) | 4 maja 2010 (z Kevinem Nashem i Scottem Hallem) | 7 grudnia 2008          |
| Eddie Edwards (2 razy) | —                          | 3 października 2016        | —                                      | 23 lutego 2014 (z Daveym Richardsem)            | 12 czerwca 2016         |
| Josh Alexander         | -                          | October 23, 2021           | -                                      | 5 lipca 2019 (z Ethanem Pagem)                  | 25 kwietnia 2021        |
| Alex Shelley           | -                          | 9 czerwca 2023             | -                                      | 11 lipca 2010 (z Chrisem Sabinem)               | 11 stycznia 2009        |

#### Lista TNA Knockouts Triple Crown Championek
| Mistrzyni      | Pierwszorzędne mistrzostwo | Mistrzostwo Tag Team                  | Drugorzędne mistrzostwo |
| Mistrzyni      | Knockouts World            | Knockouts World Tag Team              | Digital Media           |
| -------------- | -------------------------- | ------------------------------------- | ----------------------- |
| Jordynne Grace | 18 stycznia 2020           | 25 kwietnia 2021 (z Rachael Ellering) | 23 października 2021    |

### Ring of Honor

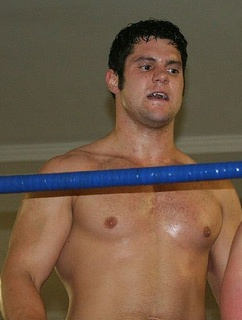
Eddie Edwards – pierwszy ROH Triple Crown Champion.

Ring of Honor (ROH) Triple Crown Champion był oryginalnie wrestlerem, który zdobył w swej karierze ROH World Championship, ROH World Tag Team Championship oraz ROH World Television Championship. Później zostało poinformowane, że do drugorzędnych mistrzostw zalicza się obecnie wycofany ROH Pure Championship.

#### Lista ROH Triple Crown Championów
| Mistrz              | Pierwszorzędne mistrzostwo | Mistrzostwo Tag Team                     | Drugorzędne mistrzostwa | Drugorzędne mistrzostwa |
| Mistrz              | ROH World                  | ROH World Tag Team                       | ROH World Television    | ROH Pure                |
| ------------------- | -------------------------- | ---------------------------------------- | ----------------------- | ----------------------- |
| Eddie Edwards       | 19 marca 2011              | 10 kwietnia 2009 (z Daveyem Richardsem)  | 5 marca 2010            |                         |
| Roderick Strong     | 11 września 2010           | 12 grudnia 2005 (z Austinem Ariesem)     | 31 marca 2012           |                         |
| Jay Lethal          | 19 czerwca 2015            |                                          | 13 sierpnia 2011        | 5 marca 2005            |
| Christopher Daniels | 10 marca 2017              | 21 września 2002 (z Donovanem Morganem)  | 10 grudnia 2010         |                         |
| Matt Taven          | 6 kwietnia 2019            | 18 września 2015 (z Michaelem Bennettem) | 2 marca 2013            |                         |
| Jonathan Gresham    | 11 grudnia 2021            | 13 grudnia 2019 (z Jayem Lethalem)       |                         | 30 października 2020    |
| Samoa Joe           | 22 marca 2003              |                                          | 13 kwietnia 2022        | 7 maja 2005             |
| Adam Cole           | 20 września 2013           | 27 sierpnia 2023 (z MJF-em)              | 29 czerwca 2012         |                         |

### Lucha Underground
Lucha Underground posiadało trzy tytuły mistrzowskie: Lucha Underground Championship, Lucha Underground Trios Championship oraz Gift of the Gods Championship.

#### Lista Lucha Underground Triple Crown Championów
| Mistrz       | Pierwszorzędne mistrzostwo     | Mistrzostwo Tag Team                               | Drugorzędne mistrzostwo       |
| Mistrz       | Lucha Underground Championship | Lucha Underground Trios Championship               | Gift of the Gods Championship |
| ------------ | ------------------------------ | -------------------------------------------------- | ----------------------------- |
| Fénix        | 22 listopada 2015              | 31 stycznia 2016 (z Aero Starem i Drago)           | 19 kwietnia 2015              |
| Johnny Mundo | 10 kwietnia 2016               | 17 stycznia 2016 (z Jackiem Evansem i PJ Blackiem) | 19 marca 2016                 |

### Lucha Libre AAA Worldwide
Lucha Libre AAA Worldwide posiadało osiem tytułów w swojej promocji, ale uznaje AAA Mega Championship, AAA Latin American Championship i World Tag Team Championship za swój Triple Crown Championship.

#### Lista Lucha Libre AAA Worldwide Triple Crown Championów
| Mistrz    | Pierwszorzędne mistrzostwo | Mistrzostwo Tag Team             | Drugorzędne mistrzostwo |
| Mistrz    | Mega Championship          | World Tag Team                   | Latin American          |
| --------- | -------------------------- | -------------------------------- | ----------------------- |
| Fénix     | 25 sierpnia 2018           | 16 marca 2019 (z Pentagónem Jr.) | 18 czerwca 2022         |
| El Mesías | 16 września 2007           | 26 maja 2017 (z Pagano)          | 10 listopada 2024       |

### New Japan Pro-Wrestling
Triple Crown New Japan Pro-Wrestling składała się z IWGP Heavyweight Championship, IWGP Intercontinental Championship i NEVER Openweight Championship. Triple Crown NJPW jest wyjątkowa, ponieważ składa się z trzech pojedynczych mistrzostw, zamiast mistrzostw tag team oprócz dwóch pojedynczych.
Mistrzostwa IWGP Heavyweight i Intercontinental zostały wycofane w 2021 roku i nie wiadomo, czy NJPW uważa ich zamiennik, IWGP World Heavyweight Championship, za odpowiednie wyróżnienie dla Potrójnej Korony. Nie wiadomo również, czy uważa IWGP United States Heavyweight Championship za część wyróżnienia, chociaż jest uważany za część ich Grand Slam.

#### Lista New Japan Pro-Wrestling Triple Crown Championów
| Mistrz            | Pierwszorzędne mistrzostwo | Drugorzędne mistrzostwo | Trzeciorzędne mistrzostwo |
| Mistrz            | IWGP Heavyweight           | IWGP Intercontinental   | NEVER Openweight          |
| ----------------- | -------------------------- | ----------------------- | ------------------------- |
| Tetsuya Naito     | 10 kwietnia 2016           | 25 września 2016        | 29 września 2013          |
| Evil              | 12 lipca 2020              | 12 lipca 2020           | 5 listopada 2016          |
| Kota Ibushi       | 4 stycznia 2021            | 6 kwietnia 2019         | 9 grudnia 2018            |
| Hiroshi Tanahashi | 17 lipca 2006              | 4 stycznia 2014         | 30 stycznia 2021          |
| Jay White         | 11 lutego 2019             | 22 września 2019        | 3 maja 2021               |

## Regionalne/niezależne federacje

### Ohio Valley Wrestling
Ohio Valley Wrestling (OVW) jest niezależną regionalną promocją, które było federacją rozwojową dla WWE i TNA. W ich wersji, Triple Crown Championem staje się wrestler, który zdobył w swojej karierze OVW Heavyweight Championship, OVW Television Championship oraz OVW Southern Tag Team Championship.

#### Lista OVW Triple Crown Championów
| Mistrz               | Pierwszorzędne mistrzostwo   | Mistrzostwo Tag Team                                      | Drugorzędne mistrzostwo     | Drugorzędne mistrzostwo |
| Mistrz               | OVW Heavyweight Championship | OVW Southern Tag Team Championship                        | OVW Television Championship |                         |
| -------------------- | ---------------------------- | --------------------------------------------------------- | --------------------------- | ----------------------- |
| Brent Albright       | 25 kwietnia 2005             | 31 marca 2004 (z Chrisem Mastersem)                       | 5 stycznia 2005             |                         |
| CM Punk              | 3 maja 2006                  | 28 lipca 2006 (z Sethem Skyfirem)                         | 9 listopada 2005            |                         |
| Idol Stevens         | 14 marca 2007                | 10 października 2003 (z Novą)                             | 4 stycznia 2006             |                         |
| Cody Runnels         | 17 lutego 2007               | 18 października 2006 (z Shawnem Spearsem)                 | 6 lipca 2007                |                         |
| James "Moose" Thomas | 6 stycznia 2010              | 27 września 2009 (z Tilo)                                 | 9 września 2009             |                         |
| Mike Mondo           | 29 maja 2010                 | 11 listopada 2009 (z Turcanem Celikiem)                   | 4 lutego 2009               |                         |
| Rudy Switchblade     | 2 listopada 2011             | 22 lutego 2012 (z Jessiem Godderzem i Robem Terrym)       | 27 stycznia 2008            |                         |
| Rob Terry            | 12 maja 2012                 | 22 lutego 2012 (z Jessiem Godderzem i Rudym Switchbladem) | 21 kwietnia 2012            |                         |
| Cliff Compton        | 8 stycznia 2011              | 19 marca 2006 (z Deucem)                                  | 17 października 2012        |                         |
| Jason Wayne          | 1 lipca 2011                 | 16 stycznia 2013 (z Crimsonem)                            | 21 września 2011            |                         |
| Jamin Olivencia      | 10 kwietnia 2013             | 1 sierpnia 2007 (z T.J. Daltonem)                         | 20 lutego 2008              |                         |
| Flash Flanagan       | 26 listopada 1999            | 1 sierpnia 1997 (z Nickiem Dinsmorem)                     | August 3, 2013              |                         |
| Adam Revolver        | 6 grudnia 2014               | 27 marca 2010 (z Tedem McNalerem)                         | 14 września 2011            |                         |
| Mohamad Ali Vaez     | 7 lutego 2015                | 14 maja 2008 (z Omarem Akbarem)                           | 4 lipca 2010                |                         |
| Chris Silvio         | 24 lipca 2015                | 10 grudnia 2008 (z Kamikaze Kidem)                        | 21 grudnia 2011             |                         |
| Elijah Burke         | 8 grudnia 2004               | 5 grudnia 2015 (z Private Anthonym)                       | 11 września 2013            |                         |
| Big Jon              | 16 kwietnia 2016             | 5 lipca 2014 (z The Bodyguyem)                            | 5 marca 2016                |                         |
| Rocco Bellagio       | 14 maja 2016                 | 6 sierpnia 2011 (z Jamesem "Moose" Thomasem)              | 5 października 2011         |                         |
| Devin Driscoll       | 19 marca 2016                | 25 stycznia 2017 (z Tonym Gunnem)                         | 11 października 2006        |                         |
| Michael Hayes        | 4 listopada 2017             | 26 czerwca 2013 (z Mohammedem Ali Vaezem)                 | 2 sierpnia 2014             |                         |
| Randy Royal          | 14 lutego 2018               | 14 maja 2016 (z Shanem Andrewsem)                         | 11 maja 2013                |                         |
| Amon                 | 7 lipca 2018                 | 10 lutego 2016 (z Adamem Revolverem)                      | 4 marca 2017                |                         |
| Tony Gunn            | 30 stycznia 2019             | 25 stycznia 2017 (z Devinem Driscollem)                   | 25 lipca 2012               |                         |
| Justin Smooth        | 24 kwietnia 2019             | 3 grudnia 2016 (z Big Jonem)                              | 9 stycznia 2019             |                         |
| Jay Bradley          | 1 czerwca 2007               | 3 sierpnia 2019 (z Big Zo, Ca$hem Flo i Hy-Zayem)         | 31 lipca 2019               |                         |
| Dimes                | 17 kwietnia 2019             | 12 listopada 2019 (z Coreyem Stormem)                     | 20 marca 2019               |                         |
| Maximus Khan         | 1 lutego 2020                | 6 kwietnia 2019 (z Leonisem Khanem)                       | 21 sierpnia 2019            |                         |

### Melbourne City Wrestling
| Mistrz               | Pierwszorzędne mistrzostwo | Mistrzostwo Tag Team                     | Drugorzędne mistrzostwo | Drugorzędne mistrzostwo |
| Mistrz               | Heavyweight                | Tag Team                                 | Intercommonwealth       |                         |
| -------------------- | -------------------------- | ---------------------------------------- | ----------------------- | ----------------------- |
| Dowie James (2 razy) | 2 grudnia 2016             | 30 listopada 2013 (z Adamem Brooksem)    | 8 sierpnia 2015         |                         |
| Gino Gambino         | 15 lipca 2017              | 12 marca 2016 (z JXT-em)                 | 13 sierpnia 2016        |                         |
| Jonah Rock           | 5 sierpnia 2017            | 11 kwietnia 2015 (z Hartleyem Jacksonem) | 14 maja 2016            |                         |
| Slex (2 razy)        | 16 kwietnia 2011           | 14 maja 2016 (z Marciusem Pittem)        | 24 lutego 2018          |                         |
| Adam Brooks          | 9 listopada 2019           | 30 listopada 2013 (z Dowiem Jamesem)     | 13 lutego 2016          |                         |
| Caveman Ugg          | 8 grudnia 2024             | 16 grudnia 2017 (z Sydem Parkerem)       | 1 lutego 2020           |                         |

### Combat Zone Wrestling
Combat Zone Wrestling (CZW) jest niezależną regionalną federacją. Ich wersja Triple Crown składa się z CZW World Heavyweight Championship, CZW World Tag Team Championship, CZW Wired TV Championship i CZW World Junior Heavyweight Championship.
| Mistrz         | Pierwszorzędne mistrzostwo         | Mistrzostwo Tag Team                           | Drugorzędne mistrzostwa   | Drugorzędne mistrzostwa                   |
| Mistrz         | CZW World Heavyweight Championship | CZW World Tag Team Championship                | CZW Wired TV Championship | CZW World Junior Heavyweight Championship |
| -------------- | ---------------------------------- | ---------------------------------------------- | ------------------------- | ----------------------------------------- |
| Justice Pain   | 9 września 2000                    | 11 listopada 1999 (Sam)                        | — (Emerytura)             | 3 kwietnia 1999                           |
| Ruckus         | 5 lutego 2005                      | 12 czerwca 2004 (z Sabianem)                   |                           | 12 lutego 2001                            |
| Drake Younger  | 12 lipca 2008                      | 10 kwietnia 2010 (z Eddiem Kingstonem)         | — (Poza CZW)              | 5 maja 2012                               |
| Scotty Vortekz | 4 lutego 2012                      | 9 lutego 2008 (z Dustinem Lee)                 |                           | 7 kwietnia 2007                           |
| Drew Gulak     | 10 sierpnia 2013                   | 8 września 2007 (z Andym Sumnerem)             | 10 kwietnia 2010          | — (Dezaktywacja tytułu)                   |
| Devon Moore    | 9 kwietnia 2011                    | 11 sierpnia 2012 (z Dannym Havocem i Lucky 13) | 11 stycznia 2014          | — (Dezaktywacja tytułu)                   |
| Sozio          | 18 października 2014               | 13 października 2007 (z Derekiem Frazierem)    |                           | 11 marca 2006                             |
| BLK Jeez       | 13 grudnia 2014                    | 12 czerwca 2004 (z Ruckusem)                   |                           | 2 kwietnia 2005                           |

### Full Impact Pro
Full Impact Pro (FIP) jest niezależną regionalną federacją. Ich wersja Triple Crown składa się z FIP World Heavyweight Championship, FIP Florida Heritage Championship oraz FIP Tag Team Championship.
| Mistrz        | Pierwszorzędne mistrzostwo         | Mistrzostwo Tag Team                    | Drugorzędne mistrzostwo           |
| Mistrz        | FIP World Heavyweight Championship | FIP Tag Team Championship               | FIP Florida Heritage Championship |
| ------------- | ---------------------------------- | --------------------------------------- | --------------------------------- |
| Erick Stevens | 30 grudnia 2007                    | 10 marca 2007 (z Roderickiem Strongiem) | 20 grudnia 2008                   |

### All American Wrestling
All American Wrestling (AAW) jest niezależną regionalną federacją. Ich wersja Triple Crown składa się z AAW Heavyweight Championship, AAW Heritage Championship oraz AAW Tag Team Championship.
| Mistrz          | Pierwszorzędne mistrzostwo   | Mistrzostwo Tag Team                  | Drugorzędne mistrzostwo   |
| Mistrz          | AAW Heavyweight Championship | AAW Tag Team Championship             | AAW Heritage Championship |
| --------------- | ---------------------------- | ------------------------------------- | ------------------------- |
| Jimmy Jacobs    | 5 września 2009              | 19 lutego 2010 (z Tylerem Blackiem)   | 23 września 2006          |
| Dan Lawrence    | 12 marca 2011                | 10 czerwca 2006 (z Ryanem Bozem)      | Nieznane                  |
| Shane Hollister | 28 czerwca 2013              | 21 czerwca 2008 (z Brycem Benjaminem) | 24 września 2010          |
| Michael Elgin   | 21 września 2012             | 28 grudnia 2013 (z Ethanem Pagem)     | 28 października 2011      |

### Championship Wrestling from Hollywood
| Mistrz          | Pierwszorzędne mistrzostwo | Mistrzostwo Tag Team                  | Drugorzędne mistrzostwo |
| Mistrz          | Heritage                   | Tag Team                              | Television              |
| --------------- | -------------------------- | ------------------------------------- | ----------------------- |
| Ryan Taylor     | 12 grudnia 2008            | 22 marca 2015 (z Joeym Ryanem)        | 11 maja 2014            |
| Peter Avalon    | 23 sierpnia 2015           | 21 lipca 2013 (z Rayem Rosasem)       | 26 lipca 2015           |
| Ray Rosas       | 8 września 2020            | 21 lipca 2013 (with Peterem Avalonem) | 10 czerwca 2018         |
| Kevin Martenson | 4 grudnia 2022             | 3 kwietnia 2010 (z Johnnym Yumą)      | 22 marca 2015           |

### Chaotic Wrestling
| Mistrz             | Pierwszorzędne mistrzostwo | Mistrzostwo Tag Team                                  | Drugorzędne mistrzostwo |
| Mistrz             | CW Heavyweight             | CW Tag Team                                           | CW New England          |
| ------------------ | -------------------------- | ----------------------------------------------------- | ----------------------- |
| Luis Ortiz         | 14 grudnia 2001            | 10 sierpnia 2001 (z Little Guido)                     | 23 lutego 2001          |
| R. J. Brewer       | 16 sierpnia 2002           | 14 grudnia 2001 (z Vince’em Vicallo)                  | 7 września 2001         |
| Brian Black        | 18 marca 2005              | 23 sierpnia 2003 (with The Mighty Minim)              | 30 kwietnia 2004        |
| Arch Kincaid       | 12 marca 2004              | 9 grudnia 2005 (z Maxem Bauerem)                      | 4 października 2003     |
| Brian Milonas      | 2 lutego 2007              | 5 grudnia 2003 (z Peterem Mulloyem)                   | 29 października 2004    |
| Alex Arion         | 6 czerwca 2008             | 30 marca 2007 (z Maxem Bauerem)                       | 20 października 2007    |
| Mikaze             | 9 września 2011            | 20 października 2006 z Jasonem Bladem)                | 2 października 2010     |
| Brian Fury         | 24 lutego 2012             | 6 lutego 2009 (z Mikazem)                             | 23 lutego 2007          |
| Julian Starr       | 11 września 2015           | 12 listopada 2010 (with Mattem Loganem)               | 12 marca 2010           |
| Chase Del Monte    | 6 lutego 2009              | 13 stycznia 2017 (z Bryanem Loganem i Mattem Loganem) | 24 czerwca 2005         |
| Donovan Dijak      | 24 października 2014       | 16 grudnia 2016 (z Mikeym Webbem)                     | 4 sierpnia 2017         |
| Christian Casanova | 29 marca 2019              | 16 marca 2018 (z Tripleliciousem)                     | 17 marca 2017           |
| Anthony Greene     | 19 lipca 2019              | 17 marca 2017 (z Camem Zagamiem)                      | 3 sierpnia 2018         |
| Mike Verna         | 30 grudnia 2020            | 27 sierpnia 2021 (z The Unitem)                       | 3 lutego 2017           |

### Explosive Pro Wrestling
| Mistrz        | Pierwszorzędne mistrzostwo | Mistrzostwo Tag Team                           | Drugorzędne mistrzostwo |
| Mistrz        | Heavyweight                | Tag Team                                       | Coastal                 |
| ------------- | -------------------------- | ---------------------------------------------- | ----------------------- |
| Gavin McGavin | 25 sierpnia 2018           | 7 marca 2015 (z Mikem Massivem)                | 19 listopada 2016       |
| Marcius Pitt  | 10 kwietnia 2011           | 16 lutego 2008 (z Michaelem Morleonem)         | 25 maja 2019            |
| Davis Storm   | 11 maja 2002               | 1 października 2005 (z Natem Dooleyem)         | 7 marca 2020            |
| Taylor King   | 16 grudnia 2023            | 5 grudnia 2020 (z Jackiem Edwardsem i Tipenem) | 11 czerwca 2022         |

### Ice Ribbon
| Mistrz           | Pierwszorzędne mistrzostwo | Mistrzostwo Tag Team               | Drugorzędne mistrzostwo |
| Mistrz           | ICE×60/ICE×∞               | International Ribbon Tag Team      | Triangle Ribbon         |
| ---------------- | -------------------------- | ---------------------------------- | ----------------------- |
| Riho             | 3 kwietnia 2010            | 24 paździrenika 2008 z (Yuki Sato) | 28 listopada 2009       |
| Miyako Matsumoto | 21 marca 2010              | 3 maja 2010 (z Jun Kasai)          | 22 marca 2010           |
| Tsukasa Fujimoto | 4 stycznia 2010            | 23 grudnia 2010 (z Hikaru Shidą)   | 11 grudnia 2010         |
| Maya Yukihi      | 31 grudnia 2018            | 29 października 2017 (z Risą Serą) | 1 maja 2019             |
| Satsuki Totoro   | 19 marca 2023              | 4 maja 2022 (z Yuną Manase)        | 9 sierpnia 2021         |

### Insane Championship Wrestling
| Mistrz     | Pierwszorzędne mistrzostwo | Mistrzostwo Tag Team                       | Drugorzędne mistrzostwo |
| Mistrz     | World Heavyweight          | Tag Team                                   | Zero-G                  |
| ---------- | -------------------------- | ------------------------------------------ | ----------------------- |
| BT Gunn    | 5 czerwca 2010             | 23 października 2013 (z Chrisem Renfrewem) | 30 lipca 2017           |
| Stevie Boy | 29 kwietnia 2018           | 3 marca 2013 (z Daveym Boyem)              | 19 kwietnia 2015        |

### Philippine Wrestling Revolution
| Mistrz         | Pierwszorzędne mistrzostwo | Mistrzostwo Tag Team        | Drugorzędne mistrzostwo |
| Mistrz         | PWR                        | Tag Team                    | PHX                     |
| -------------- | -------------------------- | --------------------------- | ----------------------- |
| John Sebastian | 13 listopada 2016          | 11 marca 2018 (z Crystalem) | 25 listopada 2018       |

### Pro-Wrestling: EVE
| Mistrz       | Pierwszorzędne mistrzostwo | Mistrzostwo Tag Team            | Drugorzędne mistrzostwo |
| Mistrz       | Pro-Wrestling: EVE         | Tag Team                        | International           |
| ------------ | -------------------------- | ------------------------------- | ----------------------- |
| Sammii Jayne | 21 maja 2017               | 14 grudnia 2019 (z Gisele Shaw) | 1 lutego 2020           |

### Revolution Pro Wrestling
| Mistrz       | Pierwszorzędne mistrzostwo     | Mistrzostwo Tag Team                  | Drugorzędne mistrzostwo          |
| Mistrz       | Undisputed British Heavyweight | Undisputed British Tag Team           | Undisputed British Cruiserweight |
| ------------ | ------------------------------ | ------------------------------------- | -------------------------------- |
| Marty Scurll | 15 marca 2014                  | 4 maja 2009 (z Zackiem Sabre Jr.)     | 13 października 2012             |
| Will Ospreay | 14 lutego 2020                 | 15 czerwca 2013 (z Paulem Robinsonem) | 19 października 2014             |
| Michael Oku  | 9 lipca 2023                   | 21 sierpnia 2021 (z Connorem Millsem) | 14 lutego 2020                   |